# 托馬斯·科克
托马斯·科克（Thomas Coke，1747年9月9日—1814年5月2日）是第一位循道宗（衛理公會）主教。他出生于威尔士的布雷肯，于1772年被任命为牧师，但由于是循道宗教徒而被逐出南佩瑟顿的圣公会讲坛。1776年，科克认识了约翰卫斯理。他后来在美国与人共同创立了循道宗（衛理公會），然后在海外建立了衛理公會传道会，在19世纪传遍了世界各地。

## 早期生活和任命
他的父亲巴圖路美奧（Barthomolew） 出生于南威尔士的布雷肯，是一位富裕的药剂师。身高只有5英尺1英寸高，故容易超重的科克，在具有浓厚威尔士传统的牛津大学耶稣学院攻读法学，获得文学学士学位，1770年获得文学硕士学位，1775年获得民法博士学位。回到布雷肯后，他于 1772 年担任市长。
在就任市长的同一年，他被任命为英格兰教会的教士，并在萨默塞特郡的南佩瑟顿担任牧师职务。他已经与卫理公会运动结盟，这在教区新任教区长到来时造成了麻烦。科克已经开始举办由约翰·卫斯理 (John Wesley)提倡的那种家庭礼拜和野外佈道。 1777 年复活节星期天，他被免职，他的教区居民在教区长的要求下敲响教堂的钟声并打开一大桶苹果酒来庆祝。 1807 年，他回到佩瑟顿，向 2,000 人布道。

## 与约翰卫斯理会面
1776 年 8 月，他遇到了约翰卫斯理，成为他最亲密的助手之一。卫斯理称科克为“跳蚤”，因为他似乎总是在执行任务时到处跳来跳去。
他于 1780 年被任命为伦敦地区总监，并于 1782 年被任命为爱尔兰循道宗会长——在接下来的几十年裏，他多次担任这一职务。

## 循道宗公会宣教的早期计划
在1784 年 1 月，“来自约克的大律师和能干的当地传教士托马斯·帕克 (Thomas Parker)” 与科克一起发布了“無宗教信仰者的传教协会计划”。（Coke 2013:48；Vickers 2013:133-135） 

## 美洲之旅

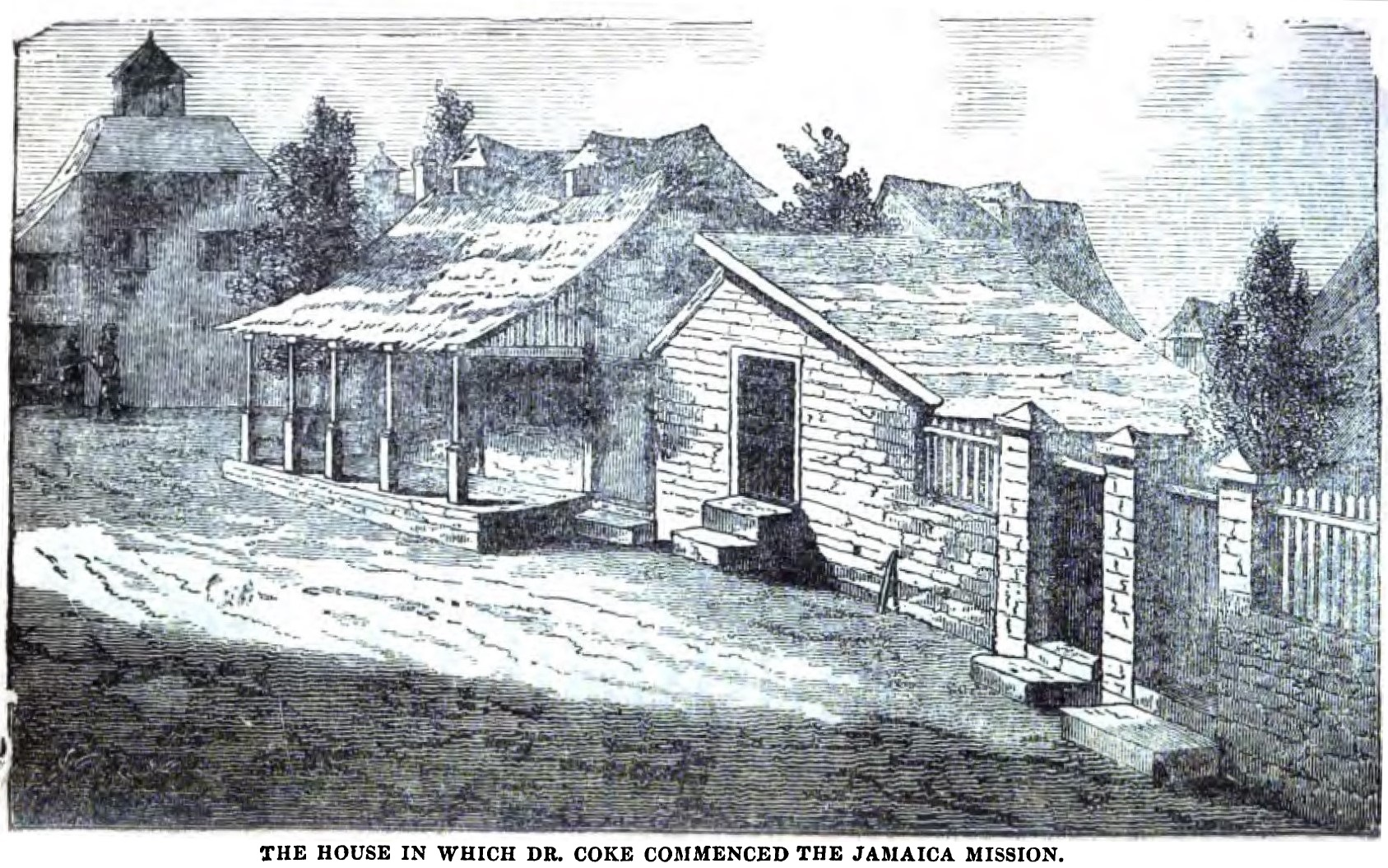
科克博士开始牙买加传教的房子（1852 年 5 月）

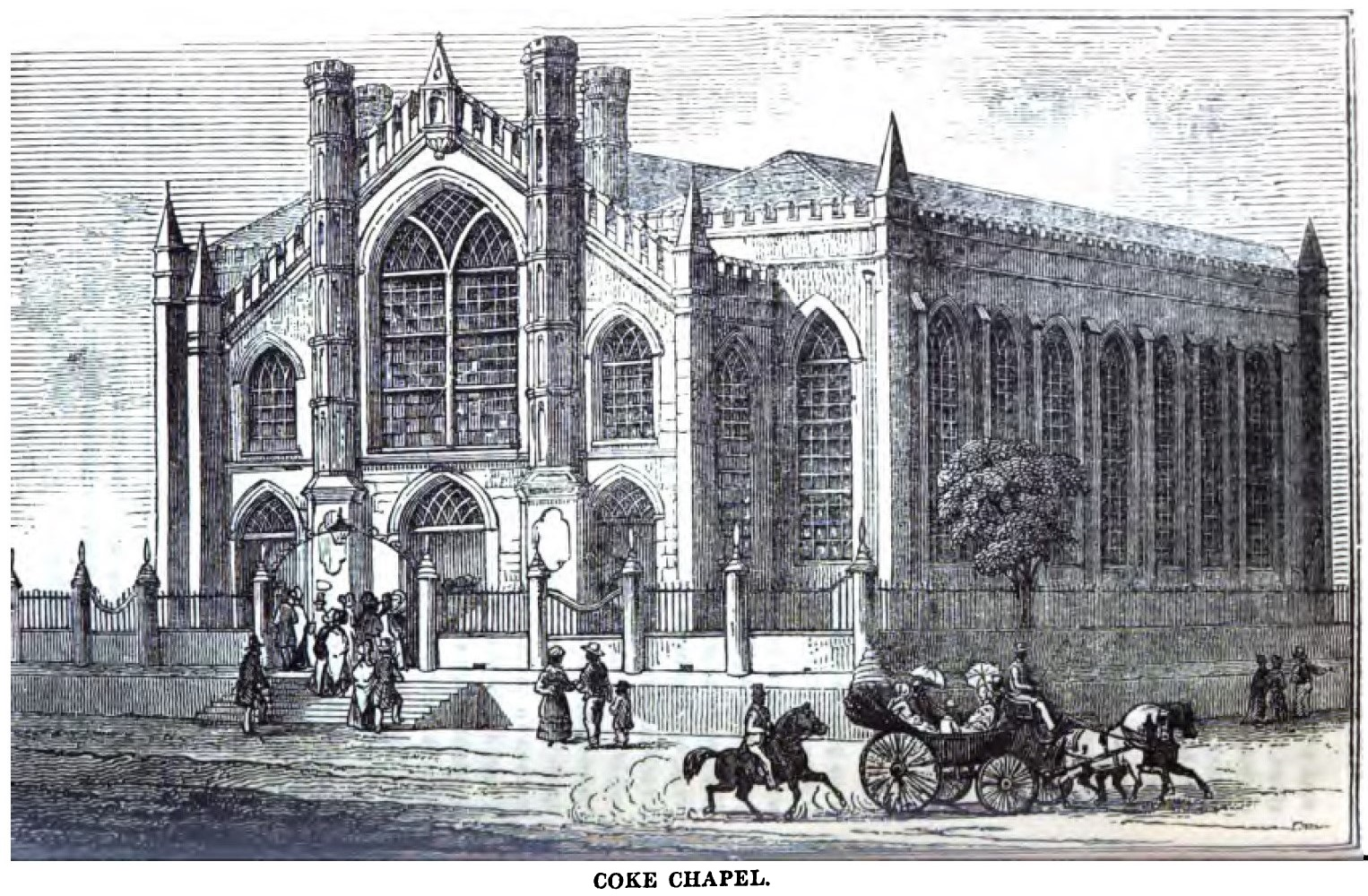
科克教堂，牙买加金斯敦（1852 年 4 月）

在美国独立战争之后，大多数在美国的圣公宗神职人员都回到了英国。卫斯理要求伦敦主教为新大陸任命一些牧师，但他拒绝了。在这一点上，卫斯理仍然认为只有一位能够授予聖秩聖事的正典祝圣主教。然而，1784 年 9 月，卫斯理在布里斯托尔任命科克为負責人，尽管卫斯理强烈反对（“負責人”在词源上等同于episkopos ），但该头衔于 1787 年在美国被主教（希腊语episkopos ）取代。由于科克已经是英国国教的牧师（希腊语presbuteros ）或长老，因此有人将这种祝圣解释为等同于主教祝圣。卫斯理的行动发生在塞缪尔·西伯里(Samuel Seabury)在阿伯丁被祝圣为美国新教圣公会主教之前两个月。科克起航前往纽约；在航行期间，他阅读了奥古斯丁的《忏悔录》 、维吉尔的《地质学》、方濟·沙勿略（前往印度的耶稣會传教士）和大卫·布雷纳德（前往北美原住民的清教徒傳教士）的传记，以及关于主教制的论文。从 1784 年圣诞节开始，循道宗传教士会议在巴尔的摩举行，会上选举了科克和法蘭西斯·亞斯理 (Francis Asbury)为主管，教会以衛理公會圣公会的名义成立为一个独立的团体。 12 月 27 日，科克按立执事和长老，并祝圣阿斯伯里为总监； 科克和 亞斯理 被认为是美国循道宗公会的第一任主管（美国循道宗公会于 1787 年正式认可主教称号）。

## 其他航次
在1785 年 6 月，科克返回英国，随后又八次访问美国，最后一次访问是在 1803 年。在美国期间，他公开反对奴隶制，并就此问题写了一封信给乔治华盛顿。华盛顿两次会见科克，甚至邀请他到国会讲道。在大不列颠和爱尔兰游历几个月后，科克于 1786 年首次出访西印度群岛，并在 1788–89 年、1790 年和 1792–93 年作进一步访问。

## 卫斯理之死
1791 年卫斯理去世后，科克成为英国会议的秘书，人们普遍认为他是卫斯理理想的继任者。他在 1797 年和 1805 年担任区会主席，两次都试图说服区会授予他正式的主教头衔。

## 更多航次
同年，他前往巴黎，用法语传教。他于 1803 年在直布罗陀传教，然后花了五年时间为循道宗传教而旅行，包括访问塞拉利昂。他提倡其他人在加拿大和苏格兰设立任务。

## 婚姻
在1805 年 4 月 1 日，58 岁的科克与佩内洛普·古尔丁·史密斯 (Penelope Goulding Smith) 结婚，她是一位富有的女性，她很乐意将个人财产用于推进传教事业。她和他一起旅行，直到 1811 年 1 月 25 日去世。同年的 12 月，他与安妮·洛克斯代尔 (Anne Loxdale) 第二次结婚，次年，即 1812 年 12 月 5 日，他的妻子去世了

## 科克之死
他希望在东印度群岛开展循道宗传道工作，并于 1813 年 12 月 30 日自费启航前往锡兰。事实上，他曾试图说服當時首相利物浦勋爵任命他为英格兰国教的印度主教（当时和现在一样，英格兰国教主教的任命是首相代表英国国教行使君主的特权）。然而，科克在前往锡兰（斯里兰卡）的途中在海上航行了四个月后死亡。 人们认为他死于“勃然大怒”，或者可能是中风。他在位于南纬 2 度 29 分和东经 59 度 29 分的印度洋上的一艘船上去世，他也被安葬在那里。
亞斯理将科克描述为“我们的一位绅士、一位学者、一位主教；作为基督的传道人，在热情、工作和服务方面，是上个世纪最伟大的人。”

## 刊物
科克的出版物包括：
- . London: Whitfield. 1802.
- A History of the West Indies (3 volumes, 1808–11)
- History of the Bible
- Six Letters in Defence of the Doctrine of Justification by Faith
- Four Discourses on the Duties of a Minister
- Preacher's Manual

他还为亨利·摩尔 (Henry Moore）的卫斯理传 (Life of Wesley ) (1792) 作出了贡献。